# هل این ا سل (۲۰۱۵)
هِل این اِ سِل (به انگلیسی: Hell in a Cell) یک رویداد غیر رایگان (Pay-Per-View) در کشتی حرفه‌ای می‌باشد که توسط کمپانی دبلیودبلیوئی تهیه می‌شود و این دوره اش هم در ۲۵ اکتبر ۲۰۱۵ در مجموعه ورزشی تامِس & مَک سنتر شهر لاس وگاس ایالت نِوادا برگزار شد. این هفتمین دوره از برگزاری این رویداد بود.
از نکات قابل توجه این رویداد، بازگشت ناگهانی آلبرتو دل ریو پس از اخراجش در سال ۲۰۱۴ بود؛ او پس از اینکه جان سینا در آغاز رویداد، مبارزه طلبی آزاد خود را اعلام کرد ناگهان وارد شد و طی یک مسابقه حدوداً هشت دقیقه‌ای و با قاطعیت بر سینا غلبه کرد و کمربند ایالات متحده را در بدو ورود ازآن خود کرد. همچنین براک لزنر و آندرتیکر هم بخش آخر از سه‌گانه خود را در یک مسابقه هِل این ا سِل برگزار کردند و لزنر سرانجام موفق به شکست آندرتیکر شد تا نامش به عنوان فاتح(The Conquerer) در تاریخ کمپانی جاودانه شود.

## زمینه‌سازی
هِل این اِ سِل شامل مسابقاتی بین دشمنی‌های موجود، ماجراهای پیش آمده و استوری‌هایی خواهد بود که پیش از این در برنامه‌های راو یا اسمک داون پخش شده بود. کشتی‌گیرها با توجه به مسابقات یا سری اتفاقاتی که برایشان رخ می‌دهد و تنش را به حد اکثر می‌رساند، نقش منفی یا قهرمان به خود می‌گیرند.
براک لزنر با شکست آندرتیکر در رسلمانیا XXX به نوار شکست‌ناپذیری آندرتیکر در رسلمانیا پایان داد.
۱۶ ماه بعد و در سامراِسلم، آندرتیکر طی یک مسابقه مجدد مقابل لزنر به یک پیروزی پرحاشیه دست یافت. در شب قهرمانان، اعلام شد که این‌دو در رویداد بعدی طی یک مسابقه هِل این اِ سِل برای سومین و آخرین بار به مصاف هم خواهند رفت.
در رزمگاه، بری وایت بعد از دخالت لوک هارپر مقابل رومن رینز به پیروزی رسید. در سامراسلم، دین امبروز و رینز مقابل وایت و هارپر به برتری رسیدند. در شب قهرمانان، وایت، هارپر و براون استرومن مقابل رینز، امبروز و کریس جریکو پیروز شدند. در قسمت ۱ اکتبر اسمک‌داون، رینز وایت را به یک مسابقه درون قفس در رویداد هل این ا سل طلبید که وایت آن را پذیرفت.
در شب قهرمانان، بعد از اینکه سث رالینز از جان سینا شکست خورد و کمربند ایالات متحده خود را از دست داد بلافاصله پس از آن و در مسابقه بعدی از کمربند دبلیودبلیوئی سنگین‌وزن جهان خود مقابل استینگ با موفقیت دفاع کرد و او را از ناحیه مهره گردن مصدوم کرد، اما ناگهان شیمس وارد شد تا از این فرصت و خستگی و ناتوانی رالینز استفاده کند؛ او یک بروگ کیک به رالینز زد و خواست که چمدانش را کَش کند اما ناگهان کین که مدتی بخاطر مصدومیت حضور نداشت دوباره با ماسک و ظاهر اهریمنی خود(Demon Kane) بازگشت و ابتدا به شیمس چُک‌اسلم زد و سپس رالینز را با یک چُک‌اسلم و یک سنگ‌قبر کوب نقش بر زمین کرد. در رویدا انحصاری شبکه دبلیودبلیوئی یعنی Live from Madison Square Garden، بعد از اینکه رالینز در یک مسابقه قفس فولادی به سینا باخت، کین بار دیگر به او حمله کرد. در راو ۵ اکتبر، استفنی مک‌ماهون اعلام کرد که تنها راه پایان‌دهی به مشکل بین کین مدیر اجرایی و رالینز، برگزاری مسابقه بین کین اهریمنی و رالینز در هل این ا سل بر سر کمربند دبلیودبلیوئی سنگین‌وزن جهان است، با این توضیح که اگر کین با ماسک (اهریمنی) مسابقه را ببازد، کین مدیر اجرایی از سِمت خود عزل خواهد شد.

## مسابقات ثبت شده
| #                                                                                                 | نتایج                                                                                        | نوع مسابقه | مدت زمان |
| ------------------------------------------------------------------------------------------------- | -------------------------------------------------------------------------------------------- | --- | -------- |
| ۱پ                                                                                                | دالف زیگلر، سِزارو و نِویل پیروز مقابل روسِف، شیمس و کینگ بَرِت                                   | مسابقه تگ تیم شش نفره | ۱۱:۳۸    |
| ۲                                                                                                 | آلبرتو دل ریو (با همراهی زِب کُلتِر) پیروز مقابل جان سینا (c)                                   | مسابقه تک نفره برای قهرمانی کمربند ایالات متحده                                                                                               | ۰۷:۴۶    |
| ۳                                                                                                 | رومن رینز پیروز مقابل بری وایت                                                               | مسابقه هل این ا سل | ۲۳:۰۸    |
| ۴                                                                                                 | دِ نو دِی (کوفی کینگستون و بیگ ای) (c) پیروز مقابل د دادلی بویز (بابا رِی دادلی و دی-وان دادلی) | مسابقه تگ تیم برای قهرمانی کمربندهای تگ تیم                                                                                                   | ۰۸:۲۶    |
| ۵                                                                                                 | شارلوت (c) پیروز مقابل نیکی بِلا با تسلیم                                                     | مسابقه تک نفره برای قهرمانی کمربند دیواز؛ هیچ دیوای دیگری اجازه حضور کنار رینگ را نداشت                                                       | ۱۰:۳۹    |
| ۶                                                                                                 | سث رالینز (c) پیروز در مقابل کِین با ماسک                                                     | مسابقه تک نفره برای قهرمانی کمربند دبلیودبلیوئی سنگین‌وزن جهان؛ طبق قانون این مسابقه، چون کین با ماسک باخت، کین مدیر اجرایی از سِمت خود عزل شد. | ۱۴:۳۶    |
| ۷                                                                                                 | کوین اُوِنز (c) پیروز مقابل رایبک                                                              | مسابقه تک نفره برای قهرمانی کمربند بین قاره‌ای                                                                                                 | ۰۵:۳۵    |
| ۸                                                                                                 | براک لزنر (با همراهی پُل هیمن) پیروز مقابل آندرتیکر                                           | مسابقه هل این ا سل | ۱۸:۰۷    |
| - (c) – نشان‌دهنده قهرمان(هایی) است که به میدان می‌روند - پ – نشان‌دهنده این است که مسابقه در پری–شو |                                                                                              | |          |

## بازخورد منتقدین
این رویداد در مجموع با نقد مثبت منتقدین مواجه شد. لَری سانکا از وبسایت 411MANIA نمره ۷ از ۱۰ به آن داد و از مسابقه رینز/وایت و لزنر/تیکر به عنوان دو مسابقه‌ای نام برد که موفق شدند نشانگر خوبی برای رویداد هِل این ا سِل باشند.